# Pit Monster
Pit monster ou Brazilian pit monster[a] é uma raça brasileira de cães molossóides, ainda em fase de aperfeiçoamento. A raça já é reconhecida e registrada por alguns kennel clubes no Brasil com padrões e nomenclaturas distintas.

## História e origem

### Base histórica
Nos Estados Unidos na década de 1960, um veterinário chamado John Bayard Swinford criou um conceito conhecido como American Bandog, um projeto de seleção inspirado por relatos históricos que descreviam os extintos cães bandogs britânicos, com a intenção de recriá-los. Neste conceito ele introduziu o cruzamento entre raças de cães do tipo mastim com pit bulls de combate, na intenção de criar cães multi funcionais para guarda e caça. Ele popularizou o conceito entre os criadores de pit bull de combate da época, através de escritores e criadores renomados como Jack Kelly, e de periódicos (como o Sporting Dog Journal, de 1972) e livros populares no meio combatente. O conceito de Swinford acabou sendo adotado pelos criadores de pit bulls de combate, que reproduziam este tipo de cruzamento para criar cães para caça de javali e guarda, mantendo-os separadamente da criação de pit bulls de raça pura para combate.
Em algum momento entre as décadas de 1970 e 1980, alguns criadores, à exemplo de Edgar Eddington, começaram a não distinguir mais entre cães de raça pura e meio-sangues, registrando estes animais como pit bulls puros em grandes kennel clubes americanos, gerando grandes discussões e controvérsias. 
Com a popularidade do esporte de tração weight pulling, cães deste tipo, devido o grande porte, tornaram-se mais requisitados. Tornando-os mais populares entre o público geral e leigo, atraídos também pela aparência "monstruosa" dos cães. Logo após, entre as décadas de 1980 e 1990, teve início o movimento bully estadunidense, onde criadores como David Wilson e outros desenvolveram cães robustos utilizando cruzamentos com buldogues, american staffordshire terrier e adicionando os cães meio-sangue usados para caça e tração, dando origem ao american bully.
Só na década de 2010, os kennel clubes americanos retrataram o registro destes tipos de cães e hoje os reorganizaram e os reconhecem como novas raças distintas e separadas do pit bull puro-sangue.

### Origem no Brasil

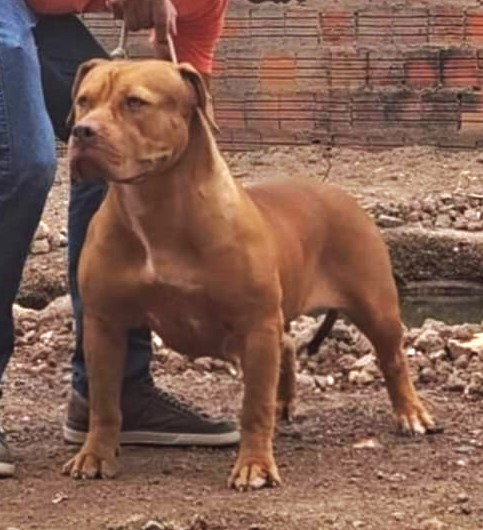
Cadela brasileira de nome Red Jaguar Westh, com importante participação na criação de pit monster

O pit monster é uma raça do século XXI, com origem nos EUA e desenvolvida no Brasil a partir da seleção de cães de aparência "monstruosa" relacionados ao pit bull, american bully e raças similares, e de forma menos direta a cães molossos como o buldogue americano e mastins. A motivação social para o seu desenvolvimento teve grande influência do movimento Bully estadunidense, que tratou-se do desenvolvimento de cães grandes e robustos a partir de cruzamentos entre raças fortes, inicialmente objetivando o esporte weight pulling, e posteriormente ganhando adeptos interessados apenas na aparência dos cães.  
A origem genética do monster é obscura devido principalmente a controvérsias. Sua base genética inicial conhecida foi composta por linhagens de cães pesados com sangue molosso, a exemplo das linhagens Camelot e McKenna que atualmente fazem parte da raça American Working Red (cães de presa); as linhagens Chevy e Elli's que hoje fazem parte da raça Working Pit Bulldog (cães de tração); e a linhagem Razor Edge que faz parte da raça American Bully (cães de companhia); todas combinadas com pit bulls relacionados às linhagens brasileiras thompson, amichetti e canchin e cães sem árvore genealógica conhecida porém com registro inicial. O resultado foram cães robustos e pesados, com peito largo, crânio pesado e ossatura forte. 
Alguns dos criadores pioneiros foram os canis Pit Game, Red Maximus Bull, Red Bukanas Bull, Bomberbull, e Westh. 
Por muitos anos o pit monster veio sendo registrado em alguns kennel clubes brasileiros de maneira polêmica sob a nomenclatura de raça American Pit Bull Terrier, o que gerou grande mal-estar entre os criadores das duas raças distintas. Porém, isto começou a mudar durante esta metade final da década de 2010 com o reconhecimento independente do pit monster como raça separada por outros clubes, apesar de que ainda podem ser encontrados indivíduos registrados sob a nomenclatura da raça anterior.
O pit monster está estreitamente relacionado ao american bully, em especial aos do padrão XL e aos do extinto padrão extreme, por isso estes cães eram até recentemente conhecidos também como extremados.

## Características

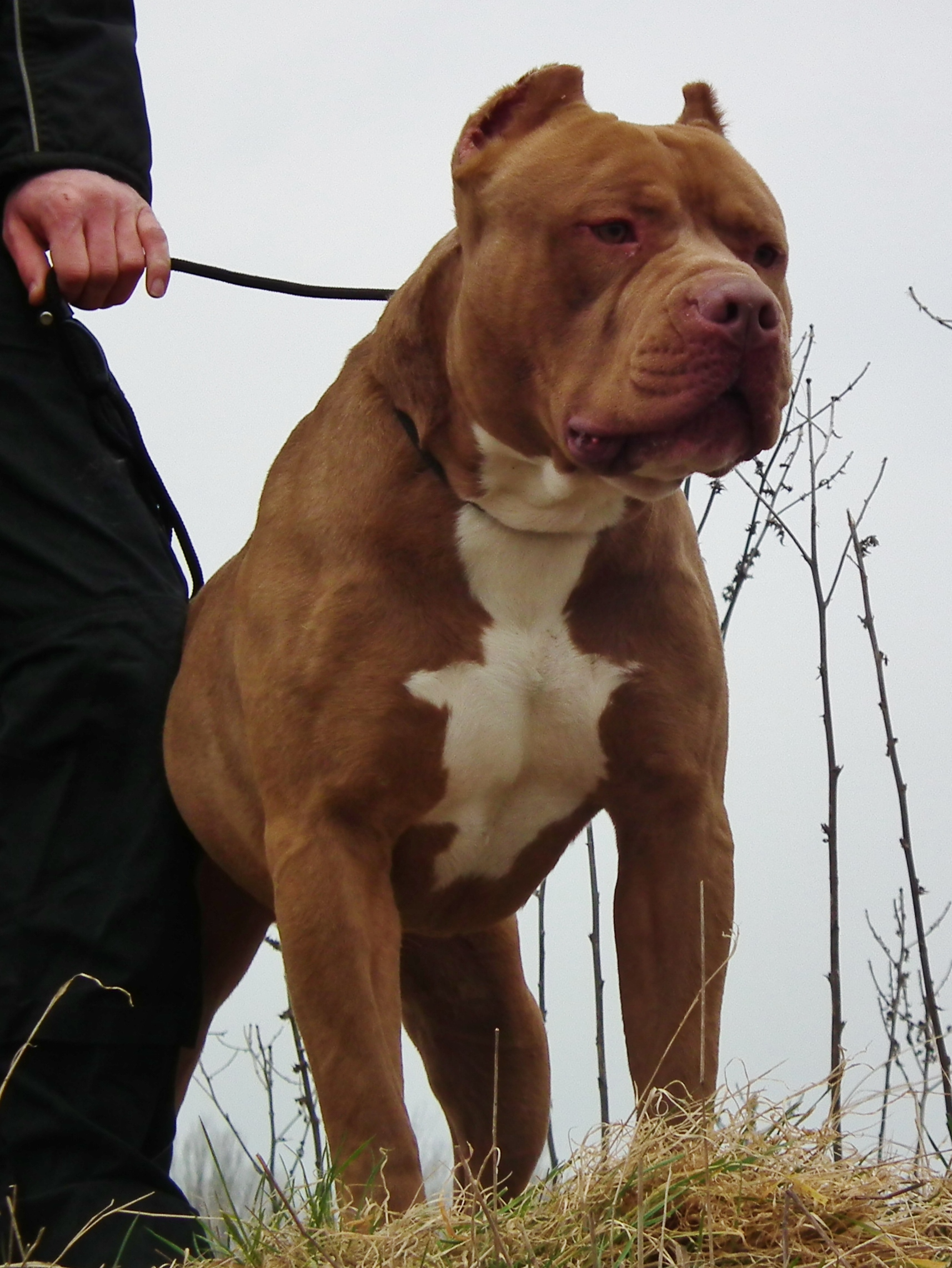
Um cão Bully XL ou XXL, compartilha similaridades com o Pit Monster

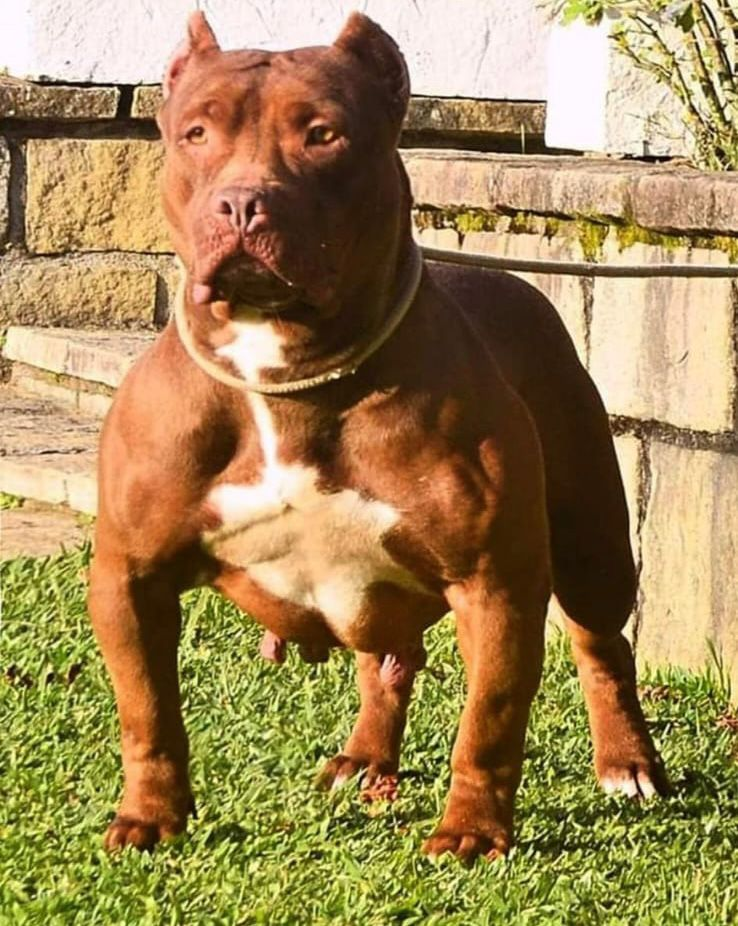
Pit Monster, do canil Westh.

São cães com aparência bastante intimidadora por seu porte grande, robusto e musculoso, com cabeça volumosa. Hoje, porém, há uma crescente preocupação com o melhoramento de sua morfologia, tendo mais adeptos interessados em cães com boas angulações, com mordida em tesoura, e que não apresentam acondroplasias em seus membros. 
São pesados e largos, com ossatura pesada e crânio grande e potente com masseteres bem desenvolvidos. Todas as cores são aceitas, porém sua cor de pelagem principal é a vermelha com nariz vermelho (red nose), muitas vezes com marcas brancas principalmente no peito e patas. Outras cores de pelagem são cinza (azul, blue nose), preta, branca, etc. Segundo um dos padrões atuais, a altura desejável dos machos é acima de 50 cm na cernelha, e o peso desejável é acima de 45 kg.

## Reconhecimento e padrões
A raça é reconhecida pela Instituição Brasileira de Registro de Cães (IBRC),, American Bully Brazil Registry (ABBR), AIC - Associação Intercontinental de Cinofilia que diferencia o padrão Pit Monster e Brazilian Pit Monster e também registra todas as raças caninas, entidade fundada em 2019 por criadores pioneiros no Conceito Pit Monster; International Bully Coalition (IBC), América Latina Kennel Clube (ALKC). SOBRACI e CINOBRAS, neste último a raça foi classificada questionavelmente no grupo dos terriers apesar de possuir muito mais afinidade com os molossos. 
Recentemente a CBKC passou a considerar e registrar o monster como uma variação de porte da raça american bully, podendo participar de exposições. De acordo com o padrão CBKC atualizado em 2023, os cães american bully da variedade monster possuem de 48 a 58,5 cm de altura na cernelha.
O Pit Bull Club do Brasil, sediado no Rio de Janeiro e fundado em 1991, na década de 2010 passou a incluir o pit monster assim como também o American Bully em eventos de conformação filiados ao American Preservation Dog Registry (APDR) dos Estados Unidos.
Por muitos anos o pit monster veio sendo registrado em alguns kennel clubes de maneira polêmica sob a nomenclatura de raça American Pit Bull Terrier. A polêmica se deve ao fato de que os criadores de Pit Bull defendiam que o monster tratava-se de uma raça separada, já que notoriamente não atendiam ao padrão da raça pit bull e haviam denúncias e relatos de cruzamentos com molossos, realizados desde os EUA para desenvolver cães maiores desde os anos 1970.
Por muitos anos a situação gerou grande mal-estar entre os criadores nos EUA e no Brasil. Contudo, recentemente no Brasil, alguns clubes  (IBRC, AIC, IBC e ABBR) passaram a reconhecer o monster como uma raça separada com padrão próprio e a atual nomenclatura de pit monster, fazendo com que muitos cães migrassem dos pedigrees com nomenclatura incorrespondente (de pit bull) para um correspondente à nova raça, amenizando o problema. Iniciativas similares foram realizadas nos EUA, culminando na formalização de novas raças, como o American Bully e o American Working Red.
O padrão da raça ainda está aberto a modificações em muitos clubes, contudo a IBRC é um dos clubes que apresenta documento oficial de padronização da raça. A formação de um clube especializado próprio pode estar em pauta.
A AIC (Associação Intercontinental de Cinofilia) trata o Pit Monster como "conceito" (tipo de cães) por ainda não ser reconhecida oficialmente e estar em evolução pelo trabalho no Brasil. O Padrão  Pit Monster - AIC foi definido e elaborado por Robson Santos do Westh com criadores pioneiros na raça e diferencia cães com outras inserções como Brazilian Pit Monster à parte do Pit monster.

### Nomenclatura
Em 2004 surgiu a nomenclatura "Pit monster" em fóruns de discussões de sites e logo após em fóruns de grupos do antigo Orkut dos próprios criadores que atualmente continuam trabalhando com esta nomenclatura, somente 2010/2011 surgiram grupos de Facebook denominados "Pit Monster" de Robson Westh, "Pit Bull Monster Brasil" de Rômulo Latérza, "Monster Pit" de outros criadores fortalecendo a nomenclatura e reforçando o surgimento de um novo conceito com cães pesados como os cães famosos Abram Westh, Camelot Pit Rusty, Thor Pit Game, Mustang Pit Game, Storm Red Maximus Bull, Thor Thompson, Oklahoma Star Red, dentre outros.

## Saúde
Ainda não há dados ou pesquisas sobre quais males podem acometer a raça com mais frequência. Porém, uma prevenção básica pode ser adotada pelos criadores. Pelo fato do porte molossóide do Pit Monster, algumas medidas preventivas básicas podem ser recomendadas, como, por exemplo, o controle radiológico de reprodutores a fim de evitar propagação genética de displasia coxofemoral e displasia de cotovelo e problemas na coluna vertebral; e exames cardiológicos, para prevenir o uso de reprodutores portadores de cardiopatias e males similares que podem ser transmitidos à prole.